# (3635) Kreutz
(3635) Kreutz (1981 WO1) – planetoida z grupy przecinających orbitę Marsa okrążająca Słońce w ciągu 2,41 lat w średniej odległości 1,79 au Odkrył ją Luboš Kohoutek 21 listopada 1981 roku.